# Sender Stadelheim
Stadelheim war von 1926 bis 1932 Standort des Zentralsenders des Bayerischen Rundfunks. 

## Geschichte
Nachdem am 30. März 1924 der erste Rundfunksender Bayerns im Verkehrsministerial-Gebäude in München mit einer provisorischen Antenne in Betrieb gegangen war, wurde im Folgejahr die erste richtige Sendeanlage in Stadelheim auf einem neben der Haftanstalt gelegenen Gelände erbaut. Am 1. März 1926 nahm der Sender den Probebetrieb und am 1. April 1926 den endgültigen Betrieb auf. 
Als Sendeanlage kam zunächst ein 2kW-Maschinensender der Berliner C. Lorenz AG zum Einsatz. Wegen technischer Probleme wurde er durch einen 1,5kW-Röhrensender derselben Firma ersetzt, der am 19. März 1927 seinen Betrieb aufnahm.
Als Antenne verwendete der Sender eine an zwei 100 Meter hohen, freistehenden Stahlfachwerktürmen befestigte T-Antenne. Da die Stahlmasten die Abstrahlung der Antenne beeinträchtigten, wurden sie im Herbst 1926 durch zwei 75 Meter hohe Holzfachwerktürme ersetzt. In der Nacht vom 22. auf den 23. November 1930 knickte ein Sturm beide Türme ab, wobei auch einige Gebäude beschädigt wurden. Noch am gleichen Tag wurde der Sendebetrieb mit einer Notantenne, die zwischen den Turmstümpfen gespannt wurde, wieder aufgenommen. Als Ersatz für die zerstörten Türme baute man zum Jahreswechsel 1930/31 zwei Holztürme in größerem Abstand zu den Gebäuden, die eine T-Antenne trugen.
Nachdem der Sender Ismaning am 3. Dezember 1932 seinen Betrieb aufnahm, wurde der Sender Stadelheim nur noch als Reservesender verwendet. Während einer Stilllegung des Senders Ismaning im November und Dezember 1933 aufgrund von Umbauarbeiten dürfte der Sender Stadelheim zum letzten Mal regulär in Betrieb gewesen sein.